# Freiriz
Freiriz es una freguesia portuguesa del concelho de Vila Verde, en el distrito de Braga, con 5,74 km² de superficie y 1.099 habitantes (2011). Su densidad de población es de 191,5 hab/km².
Freiriz perteneció al antiguo concelho de Prado hasta el 31 de diciembre de 1853, pasando entonces al de Prado y tras la extinción de este, en 1855, finalmente al de Vila Verde.
En el patrimonio histórico-artístico de la freguesia se cuenta la iglesia parroquial, el cruzeiro y la Quinta do Paço.